# Giacinto Auriti
Giacinto Auriti (Guardiagrele, 10 de octubre de 1923 - Roma, 11 de agosto de 2006) fue un jurista, ensayista y político italiano, conocido por haber desarrollado una teoría  sobre el dinero (que llamó teoría del valor inducido del dinero). Sus tesis se utilizan hoy para respaldar los argumentos de las teorías monetarias sobre el señoreaje.

## Biografía
Con una carrera en jurisprudencia a Roma, en la Capital enseñó derecho de la navegación, derecho internacional, derecho privado comparado y teoría general de la legislación. En el 1977, mientras era presidente del Centro  de estudios políticos y constitucionales, dio a la prensa el pamphlet príncipes y orientaciones para una moneda europea, en la cual describió una guía para la adhesión a una moneda única europea. En el 1993 es entre los docentes fundadores de la facultad de jurisprudencia de la Universidad de Teramo, de la cual ha estado también rector. Es autor de algunos textos de legislación de la navegación.
En el 2004 se presentó a las elecciones del Parlamento europeo con la lista Alternativa Social de Alessandra Mussolini en la circunscripción Sud: obtuvo 873 votos y por lo tanto no fue elegido a europarlamentar. Auriti se definía "apartitico".

## Teoría económica
Partiendo de los argumentos tratados del poeta estadounidense Ezra Pound, funda el colegio de Teramo en el campo de la legislación monetaria, desarrollando una teoría económica que entiende la moneda como unidad de medida del valor y como tal aceptada convencionalmente de quien la usa como medio de intercambio, convirtiéndose así en un "instrumento" del intercambio de bienes (teoría del valor inducido de la moneda).
En su carácter convencional residiría el derecho de quien  acepta el convenio, ossea el pueblo, de exigir la propiedad (propiedad popolar de la moneda). En este sentido, los bancos centrales que son sociedades por acciones privadas, según Auriti obtendrían provechos indebidos del señoraje sobre la emisión de cartamoneta, asumiendo una importante autoría en el origen de la deuda pública. Tal teoría extraería aún más fuerza de la abolición de la ratio dirigida entre moneda (convertible en oro) y reserva áurea, ya establecida por los acuerdos de Bretton Woods, dada lugar sobre iniciativa de Richard Nixon el 15 de agosto de 1971, que habría transformado la actividad de la emisión de la moneda en un puro ejercicio tipografico, subrayando todavía más el carácter convencional del valor monetario creado por la aceptación del pueblo de tal convenio.
Auriti exponía este aspecto de su teoría con una sugestiva metáfora: «Imaginad que Antonio Fazio, gobernador del Banco de Italia en esa epoca, tuviese un accidente de avión sobre el Pacífico. El avión precipita y él se lanza con el paracaídas aterrizando sobre una isla habitada sólo de indígenas. Fazio lleva con sí una maleta con 100 millones de liras. Va de los indígenas, pide de comer, una vivienda y propone de pagar con los billetes que tiene en la maleta. Los indígenas lo miran y se meten a reír. Obviamente estos no reconocen el valor convencional de easas piezas de papel. Por lo tanto donde está su valor? En el pueblo que lo acepta!». Las teorías de Giacinto Auriti no han encontrado nunca aceptación en ámbito económico, ni algún artículo suyo ha sido nunca publicado sobre revistas científicas de relieve y siendo susu teorías entre aquellas catalogadas como teorías del complot. Especialmente las teorías de Auriti se usan para sostener las tesis relativas a las teorías del complot sobre el señoraje difundidos a través  de Internet, especialmente en páginas web que se ocupan de soberanía popolar de la moneda.
En el 1998 ha colaborado con Beppe Grillo a la realización del espectáculo Apocalipsis suave.

### El SAUS y el Banco de Italia
En los años noventa Giacinto Auriti conduce una serie de iniciativas como secretario general del "Sindicato Antiusura" ("SAUS") y como legal representante de la asociación cultural "Alternativa social para la propiedad de pueblo". Entre estas pide al Tribunal de Roma de declarar "la moneda, al acta de la emisión, de propiedad de los ciudadanos italianos e ilegítimos el actual sistema de la emisión monetaria, que transforma el Banco Central de ente gestor a ente propietario de los valores monetarios".
El Banco de Italia, oponiéndose a la solicitud de Auriti, escribe: "La visión de la moneda y de las funciones monetarias que el actor entiende acreditar es evidentemente distorsionada y completamente infundada" ... "la aceptación por parte de la colectividad, no es para nada la causa del valor de la moneda, representa en realidad sólo el efecto, así que el silogismo debe ser invertido: no es verdadero que la moneda vale en cuánto está aceptada, sino, como la historia y la crónica están demostrando, que esta está aceptada sólo en cuánto tiene realemte un valor. De aquí la necesidad que tal valor, contestando a un fundamental interés público, esté defendido y garantizado por las Autoridades Públicas, función en los estados modernos confiada a los bancos centrales."
El batir moneda, continua el Banco de Italia es expresión de la soberanía estatal, y así pues "el valor de la moneda extrae el propio fundamento sólo y únicamente de normas del ordinamento estatal, que, para usual, disciplinan minutamente la creación y la circulación de la moneda,  ratifican la eficacia liberatoria,  sancionando la faltada aceptación en pago y tutelan la fe pública contra su falsificación y alteración." A propósito de la cuestión de la propiedad de la moneda, planteada de Auriti en el ámbito del mismo procedimiento, el Banco de Italia sostiene: "La pregunta acttor es entonces, también en el mérito, destituita del más mínimo fundamento." porqué se basa sobre la "premisa, completamente erronea" que falte "en nuestro ordinamento una norma de ley que indique el dueño de la moneda al acta de la emisión". La apropiación de la moneda por parte del Banco de Italia, continua el razonamiento del Banco, según Auriti "se basaría sobre una consuetudine interpretativa contra legem."
Pero, hace notar el Banco, "los billetes recién producidos del taller fabricación billetes del Banco de Italia constituyen una sencilla mercancía de propiedad del Banco central, que  cura directamente la prensa y  asume los gastos relativos a él (art. 4, comma 5, del T.U n. 204/1910)." Adquieren la función y el valor de moneda sólo cuando el Banco de Italia los emite en el mercado y  transfiere la propiedad a los perceptores. La emisión de los billetes da lugar con operaciones que el Banco en autonomía concluye "con el Tesoro, con el sistema bancario, con el extranjero y con los mercados monetarios y financieros, operaciones todas previstas y completamente disciplinadas por la ley y del statuto del Banco de Italia (artt. 25 #- 42 del T.U. n. 204/1910 y artt. 41 #- 53 del Statuto)".
Así pues define "abnorme y campata en el aire" la teoría de Auriti para la cual "existiría una consuetudine interpretativa contra legem, en base a la cuál el Banco central al acta de la emisión mutua al Estado italiano y a la Colectividad Nacional, todo el dinero que pone en circulación". La moneda es emitida en el mercado basándose en operaciones previstas y disciplinadas por la ley, con las cuales el Banco de Italia cede la propiedad de los billetes. Estos como circolante se registran en el pasivo en la contabilidad del Banco que adquiere en contropartita o recibe en empeños bienes o valores mobiliarios (títulos, divisas, etc.) que terminan en el activo. Además el boletín Oficial, como prescribe la ley, devuelve mensualmente tales operaciones.
Añade el Banco que considerado que esta misma se asume las expensas de fabricación de los billetes y el impuesta de timbre, mientras las ganancias anuales, efectuados los prelevos y las distribuciones de las cuales habla la art. 54 del Estatuto vienen devolutos al Estado a los sentidos del art. 23 del T.U. n. 204/1910, se evidencia "la absoluta inconsistencia y insensatez de las tesis" de Auriti, según la cual "la erogación de la moneda estaría efectuada del Banco de Italia cobrandole al Estado y a la colectividad el entero montante sin corrispettivo". Por lo tanto, concluye el Banco, "no está dado evidenciár algo de arbitrario o de ilegítimo en las prerogativas ejercidas en campo monetario del Banco central, porqué, contrariamente a cuánto pretendido por el actor, el entero material está disciplinado completamente por el legislador, en modo tal que ningún aspecto pertinente a la atribución o al ejercicio de la función de emisión puede decirse reglamentado de costumbres interpretativas y, menos que nunca, de costumbres contra legem."
La solicitud no se acogió. A continuación dos proyectos de ley, el n. 1282 del 11 de enero de 1995, presentado por el senador Luigi Natali y abajofirmante de otros 17 Senadores de la República pertenecientes a 5 diversos partidos, que iban de Refundación Comunista a Alianza Nacional y el n. 1889 del 11 de febrero de 1997 del senador Antonino Monteleone de AN, repropusieron las tesis de Auriti, aunque en Senado no vendrán nunca discutídas.

### El experimento del SIMEC
Auriti en el 2000, con la ayuda del entonces alcalde Mario Palmerio (el Olivo), condujo un experimento en su ciudad natal Guardiagrele emitiendo el SIMEC, con el objetivo de probar sus teorías sobre la creación de valor de la moneda a partir de la ciudadanía. El experimento se desarrolló en dos fases: la creación de una moneda llamada SIMEC (SIMbolo EConométrico de valor inducido) en los usos de la comunidad con valor inducido que el objetiviza como un bien real, objeto de propiedad del portador volviéndola así una moneda social paralela a la moneda corriente; la segunda fase, consistió en la creación de un Departamento de Renta Ciudadana para promover la iniciativa que tuvo bastante éxito, los SIMEC eran cedidos a los consumidores por un valor de 1 a 1 con la moneda corriente adquiriendo en el inmediato el doble del valor original. Auriti afirmó en una entrevista que los costos relacionados con la operación económica fueron asumidos por él mismo. Tras la intervención de la Guardia de Finanza por orden de la Fiscalía de Chieti, los SIMEC en circulación se incautaron, de conformidad con el artículo 321 del Código Penal; a pesar de que el tribunal le dio la razón al creador de la nueva moneda y, por tanto, devuelta a la comunidad, el experimento se detuvo.
El Sindicato antiusura en el 2001 promueve un dibujo de ley de iniciativa popular ("Aceptación del EURO: renta de ciudadanía propiedad del portador"), que no llegó nunca a recoger las firmas necesarias.
En un interrogatorio a la Cámara de los diputados en diciembre de 2005, el diputado Antonio Serena, después de haber apoyado la actividad de Auriti en el Senado, pidió la intervención del gobierno en materia de la abolición del señoreaje bancario. El 30 de mayo de 2011 las teorías de Auriti sobre el señoreaje fueron reiteradas en una interpelación parlamentaria de Antonio Di Pietro, que pidió intervenciones en los organismos europeos competentes.

## Obras
- Comproprietà naval y sociedad entre caratistas, Milán, Giuffré, 1952.
- Sobre la Teoría de las sociedades comerciales, Roma, Sallustiana, 1953.
- Aplicación de una teoría de la utilidad a una teoría del derecho y de las personas jurídicas, Roma, Failli, 1954.
- La póliza de cargo, Padua, CEDAM, 1957.
- La legislación de propiedad en el Estado socialista, Roma, Y. Internacionales Sociales, 1962.
- El barco en construcción. Contributo a una teoría de los bienes, Padua, CEDAM, 1965.
- Contributo al estudio del contrato de renta, Milán, Giuffré, 1970; 1971.
- Notas de legislación de la navegación, Roma, Tip. Tecnolitograf, 1970?; Chieti, Solfanelli, 1983. ISBN 88#-7497#-003#-X.
- La propiedad de pueblo, Chieti, Centro de estudios políticos y constitucionales, 1976; Palermo, Ediciones Thule, 1977.
- Príncipios y orientaciones para una moneda europea, Chieti, Solfanelli, 1977.
- Consideraciones sobre el régimen jurídico del transporte multimodal, Chieti, Solfanelli, 1979.
- El ordinamento internacional del sistema monetario. Príncipios y orientaciones para una reforma del sistema monetario, Chieti, Solfanelli, 1981; 1985. ISBN 88#-7497#-166#-4; 1987.
- El valor de la legislación. Notas de teoría general de la legislación, Chieti, Solfanelli, 1988.
- El país de la utopía. La respuesta a las cinco preguntas de Ezra Pound, Chieti, Tabula Fati, 2002. ISBN 88#-87220#-36#-0.